# Joachim Jacob (Literaturwissenschaftler)
Joachim Jacob (* 1965) ist ein deutscher Literaturwissenschaftler und Hochschullehrer.

## Leben
Von 1985 bis 1991 studierte er Germanistik, Philosophie und politische Wissenschaften an der Universität Heidelberg und der Goethe-Universität Frankfurt am Main. Nach der Promotion 1996 bei Norbert Altenhofer, Volker Bohn und Ulrich Gaier ebenda und der Habilitation 2005 für das Fachgebiet Neuere deutsche Literaturgeschichte und Allgemeine Literaturwissenschaft am Fachbereich 05 (Sprache, Literatur, Kultur) in Gießen ist er seit 2009 Professor für Neuere deutsche Literaturgeschichte und Allgemeine Literaturwissenschaft an der Justus-Liebig-Universität Gießen. Seit 2018	ist Jacob zudem Gastprofessor an der Deutschabteilung der Beijing Foreign Studies University in China.
Seine Forschungsschwerpunkte sind Literatur der Aufklärung und der Moderne, literarische Ästhetik und Hermeneutik, Wechselbeziehungen zwischen Literatur und Religion, Literatur und Ethik, Literatur und Kultur des Pietismus und Antikerezeption.

## Mitgliedschaften und Ehrungen
Im Vorstand der Gießener Hochschulgesellschaft übt Jacob das Amt des Schriftführers seit 2014 aus. Er ist seit 2019 Mitglied des Internationalen Wissenschaftlichen Beirats des Interdisziplinären Zentrums für Pietismusforschung an der Martin-Luther-Universität Halle-Wittenberg und als 1. Stellvertretender Vorsitzender des Verwaltungsausschusses des Freien Deutschen Hochstifts (seit 2023) zugleich Jurymitglied für den Friedrich-Hölderlin-Preis (Bad Homburg) (seit 2025).
Im Jahre 2016 wurde Jacob die Ehrenmitgliedschaft der Gesellschaft Ungarischer Germanisten verliehen.

## Schriften (Auswahl)
- Heilige Poesie. Zu einem literarischen Modell bei Pyra, Klopstock und Wieland. Tübingen 1997, ISBN 3-484-18144-3.
- Die Schönheit der Literatur. Zur Geschichte eines Problems von Gorgias bis Max Bense. Tübingen 2007, ISBN 3-484-18183-4.
- mit Wolfgang Braungart: Stellen, schöne Stellen. Oder: Wo das Verstehen beginnt. Göttingen 2012, ISBN 978-3-8353-1079-7.
- mit Johannes Süßmann (Hg.): Das 18. Jahrhundert. Lexikon zur Antikerezeption in Aufklärung und Klassizismus. Stuttgart 2018, ISBN 3-476-02472-5.